# National Portrait Gallery
National Portrait Gallery (ofte forkortet NPG) er et kunstmuseum i London, der har en samling af portrætter af vigtige og berømte historiske britere. Det var det første portrætgalleri i verden, da det åbnede i 1856. I 1896 flyttede galleriet til dets nuværende bygning på St Martin's Place, ved Trafalgar Square, og støder op til National Gallery. Det er blevet udvidet to gange siden. National Portrait Gallery har også tre regionale afdelinger i Beningbrough Hall, Bodelwyddan Castle og Montacute House. Det har ikke forbindelse til Scottish National Portrait Gallery i Edinburgh, hvis område det overlapper. Galleriet er et non-departmental public body sponsoreret af Department for Culture, Media and Sport.
Museet indeholder omkring 195.000 portrætter, hvoraf et af de mest berømte er Chandosportættet af William Shakespeare selvom det er usikkert, om det egentlig forestiller forfatteren.